# Marmoutier, Bas-Rhin
Marmoutier là một xã trong tỉnh Bas-Rhin, thuộc vùng Grand Est của nước Pháp, có dân số là 2436 người (thời điểm 1999). Xã nằm khoảng 35 km đông bắc của Strasbourg và 9 km về phía nam của Saverne.

## Thông tin nhân khẩu
| 1962  | 1968  | 1975  | 1982  | 1990  | 1999  |
| ----- | ----- | ----- | ----- | ----- | ----- |
| 1.686 | 1.789 | 1.948 | 2.024 | 2.235 | 2.436 |